# Амурский район
Аму́рский райо́н — административно-территориальная единица (район) и муниципальное образование (муниципальный район) в Хабаровском крае Российской Федерации.
Административный центр — город Амурск.

## География
Амурский район расположен в центральной части Хабаровского края. Общая площадь района — 16 678,58 км². На западе и юго-востоке район граничит с Хабаровским районом, на севере — с Комсомольским районом, на востоке — с Нанайским районом, на юге — с Еврейской автономной областью.
Территория района расположена в пределах Среднеамурской низменности и прилегающих к ней в различной степени расчленённых горных массивов. Среднеамурская низменность представляет собой долину реки Амур и низовья долины её притоков. В её пределах выделяются поймы, низкие и высокие надпойменные террасы. Поймы притоков реки Амур представляют собой болотистую, кочковатую низменность. Широкое распространение получили низкие надпойменные террасы, расположенные в среднем и нижнем течении притоков реки Амур, которые занимают значительную площадь района.
Основной водной артерией в северной части района является река Амур. В районе Амурска ширина реки 1,5-2,5 км, средняя глубина — 10,5 метров, максимальная — 14 метров. В северной части района протекает река Эльбан, впадающая в озеро Омми. В средней части района с запада на восток протекает река Харпи, впадающая в озеро Болонь. С запада на восток на территории района протекают реки: Сельгон, Алькан, Укур, Дирга, Дарга и другие, которые имеют множество притоков. На юге протекает река Тунгуска. На территории района расположено несколько озёр, в том числе 3 больших — Болонь, Падали, Омми.

## История
1 февраля 1963 года в составе Хабаровского края был образован Амурский промышленный район с центром в пгт Амурск. В состав района вошли Нижнетамбовский, Падалинский, Селихинский, Хурбинский, Хурмулинский, Чапаевский, Эворонский с/с и пгт Амурск, Болонь, Литовко, Хунгари, Эльбан, переданные из бывшего Комсомольского района, а также Анюйский, Верхнеманоминский, Джонкинский с/с и пгт Иннокентьевка, переданные из бывшего Нанайского района.
22 мая того же года Нижнетамбовский с/с был передан в Комсомольский сельский район. 13 августа 1964 года Анюйский и Верхнеманоминский с/с были переданы в Нанайский сельский район.
12 января 1965 года Амурский промышленный район был преобразован в Амурский район. В состав района вошли: из бывшего Амурского промышленного района пгт Амурск, Болонь, Литовко, Эльбан и Падалинский с/с; из бывшего Комсомольского сельского района Вознесеновский, Джуенский и Омминский с/с; из бывшего Хабаровского сельского района Голубиченский с/с.
28 октября 1971 года из части территории Литовского п/с образован Санболинский с/с. Одновременно Голубиченский с/с был присоединён к Литовскому п/с.
27 декабря 1973 года пгт Амурск преобразован в город краевого подчинения.
31 марта 1977 года из Нанайского района в Амурский был передан Болоньский с/с. 13 февраля 1978 года Болоньский с/с был переименован в Ачанский. 30 мая того же года Вознесеновский с/с был переименован в Вознесенский.
В 1991—92 годах сельские и поселковые советы были преобразованы в сельские и поселковые администрации.
27 января 1999 года Болоньская п/а была преобразована в с/а.

## Население
| 1970    | 1979    | 1989    | 1992    | 2000    | 2002    | 2004    |
| ------- | ------- | ------- | ------- | ------- | ------- | ------- |
| 45 467  | ↘26 159 | ↗32 288 | ↗91 100 | ↘28 300 | ↘27 273 | ↗74 983 |
| 2008    | 2009    | 2010    | 2011    | 2012    | 2013    | 2014    |
| ↘25 100 | ↘24 834 | ↗65 639 | ↘65 511 | ↘64 169 | ↘63 425 | ↘62 481 |
| 2015    | 2016    | 2017    | 2018    | 2019    | 2020    | 2021    |
| ↘61 864 | ↘61 291 | ↘60 429 | ↘59 319 | ↘58 485 | ↘58 072 | ↘57 852 |
| 2023    | 2024    | 2025    |         |         |         |         |
| ↘56 707 | ↘55 970 | ↘55 431 |         |         |         |         |

Население района по переписи 2002 года, включая Амурск, составило 75 032 человека, из них 36 480 мужчин и 38 552 женщины (48,6 %% и 51,4 % соответственно).
На 1 января 2009 года всё население района оценивалось в 70 457 человек. Крупнейшим населённым пунктом района является город Амурск, с населением 45 623 человека. Другие крупные населённые пункты — пгт Эльбан с населением 12 466 человек, пгт Литовко с населением 2353 человека.

###### Национальный состав
|          | 2010   | (%)    |
| -------- | ------ | ------ |
| Русские  | 58 463 | 89,07  |
| Нанайцы  | 2513   | 3,83   |
| Украинцы | 1237   | 1,88   |
| Другие   | 3426   | 5,22   |
| Итого    | 65 639 | 100,00 |

### Урбанизация
В городских условиях (город Амурск и пгт Эльбан) проживают 84,86 % населения района.

## Муниципально-территориальное устройство

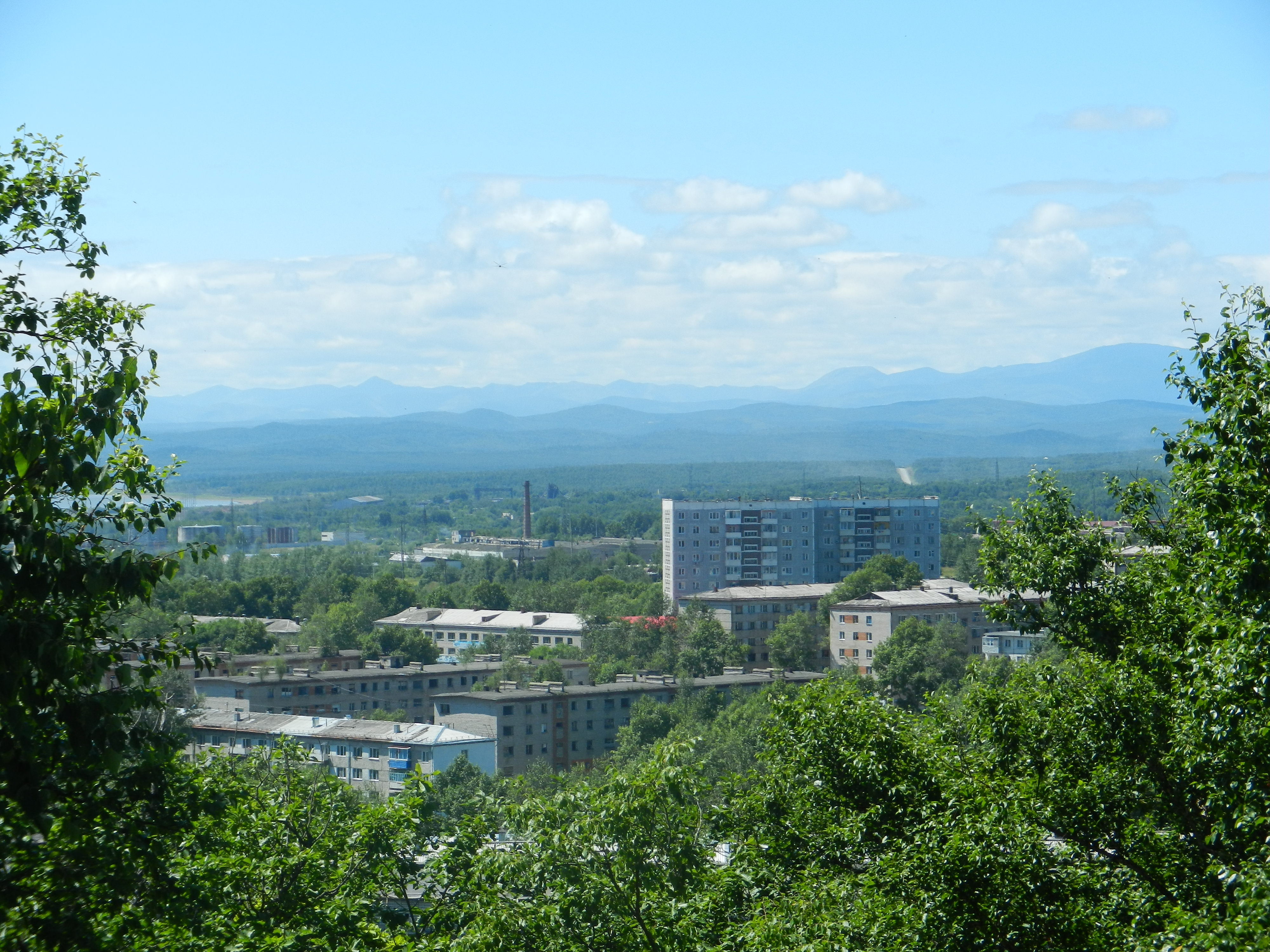
Административный центр района — Амурск

Здание администрации Амурского муниципального района
В Амурский муниципальный район входят 10 муниципальных образований нижнего уровня, в том числе 2 городских и 8 сельских поселений:
| №        | Муниципальное образование | Административный центр | Количество населённых пунктов | Население | Площадь, км² |
| -------- | ------------------------- | ---------------------- | ----------------------------- | --------- | ------------ |
| 1e-06    | Городское поселение:      |                        |                               |           |              |
| 1        | Город Амурск              | город Амурск           | 1                             | ↘37 932   | 318,00       |
| 2        | Эльбанское                | пгт Эльбан             | 3                             | ↘10 577   | 94,08        |
| 2.000002 | Сельское поселение:       |                        |                               |           |              |
| 3        | Село Ачан                 | село Ачан              | 1                             | ↗616      | 13,14        |
| 4        | Болоньское                | село Болонь            | 7                             | ↘442      | 187,30       |
| 5        | Вознесенское              | село Вознесенское      | 4                             | ↗2088     | 81,76        |
| 6        | Село Джуен                | село Джуен             | 1                             | ↗517      | 30,71        |
| 7        | Литовское                 | посёлок Литовко        | 10                            | ↗1971     | 207,07       |
| 8        | Село Омми                 | село Омми              | 1                             | ↗373      | 26,55        |
| 9        | Падалинское               | село Падали            | 3                             | ↘1512     | 61,89        |
| 10       | Санболинское              | посёлок Санболи        | 4                             | ↘929      | 82,35        |

### Населённые пункты
В Амурском районе 35 населённых пунктов, в том числе 2 городских (из который 1 город и 1 пгт) и 33 сельских.
| №  | Населённый пункт   | Тип             | Население | Муниципальное образование        |
| -- | ------------------ | --------------- | --------- | -------------------------------- |
| 1  | Амурск             | город           | ↘37 204   | городское поселение Город Амурск |
| 2  | Ачан               | село            | ↗616      | сельское поселение «Село Ачан»   |
| 3  | Болонь             | село            | ↘381      | Болоньское сельское поселение    |
| 4  | Вандан             | посёлок станции | ↘3        | Литовское сельское поселение     |
| 5  | Вознесенское       | село            | ↘1935     | Вознесенское сельское поселение  |
| 6  | Голубичное         | село            | ↘4        | Литовское сельское поселение     |
| 7  | Джармен            | посёлок станции | ↘0        | Литовское сельское поселение     |
| 8  | Джелюмкен          | посёлок станции | ↘10       | Литовское сельское поселение     |
| 9  | Джуен              | село            | ↗517      | сельское поселение «Село Джуен»  |
| 10 | Диппы              | село            | ↘21       | Вознесенское сельское поселение  |
| 11 | Известковый        | посёлок         | ↘1301     | Падалинское сельское поселение   |
| 12 | Лесной             | посёлок         | ↘133      | Литовское сельское поселение     |
| 13 | Литовко            | посёлок         | ↘1679     | Литовское сельское поселение     |
| 14 | Малмыж             | посёлок станции | ↘64       | Падалинское сельское поселение   |
| 15 | Менгон             | посёлок станции | ↘12       | Болоньское сельское поселение    |
| 16 | Нусхи              | посёлок станции | ↘2        | Санболинское сельское поселение  |
| 17 | Омми               | село            | ↗373      | сельское поселение «Село Омми»   |
| 18 | Падали             | село            | ↘147      | Падалинское сельское поселение   |
| 19 | Партизанские Сопки | посёлок станции | ↗4        | Литовское сельское поселение     |
| 20 | Рыббаза            | село            | ↘35       | Вознесенское сельское поселение  |
| 21 | Санболи            | посёлок         | ↘854      | Санболинское сельское поселение  |
| 22 | Сельгон            | посёлок станции | ↘71       | Санболинское сельское поселение  |
| 23 | Тейсин             | посёлок станции | ↗422      | Эльбанское городское поселение   |
| 24 | Украинка           | село            | ↘60       | Литовское сельское поселение     |
| 25 | Усть-Гур           | село            | ↘97       | Вознесенское сельское поселение  |
| 26 | Форель             | посёлок станции | ↘76       | Литовское сельское поселение     |
| 27 | Хевчен             | разъезд         | ↘18       | Болоньское сельское поселение    |
| 28 | Эльбан             | пгт             | ↘9833     | Эльбанское городское поселение   |
| 29 | 18                 | разъезд         | ↘9        | Болоньское сельское поселение    |
| 30 | 21                 | разъезд         | ↘11       | Болоньское сельское поселение    |
| 31 | 37 км              | казарма         | ↗2        | Литовское сельское поселение     |
| 32 | 147 км             | посёлок станции | ↘2        | Санболинское сельское поселение  |
| 33 | 207 км             | казарма         | ↘11       | Болоньское сельское поселение    |
| 34 | 213 км             | казарма         | →0        | Болоньское сельское поселение    |
| 35 | 286 км             | казарма         | →0        | Эльбанское городское поселение   |

### Упразднённые населённые пункты
посёлок Утиный, разъезд 12 км и казармы: 22 км, 51 км, 59 км, 73 км, 86 км, 179 км.

## Разное
Город Амурск, посёлок городского типа Эльбан, сёла Ачан, Джуен, Вознесенское, Омми, Падали приравнены к районам Крайнего Севера.